# 浅井心晴
浅井 心晴（あさい こはる、1998年12月17日 - ）は、日本のAV女優。アルシェ所属。

## 略歴
演劇関係の専門学校を卒業後、2019年4月にSODクリエイトに新卒で入社、制作部に配属。
2019年8月24日の『カンニング竹山の土曜The NIGHT』（AbemaTV）で、新人AV女優としてデビューする瞬間に密着したリポートが放送され、翌9月に社員としてAVデビュー。
2020年10月3日、「ミスiD」のセミファイナルに進出。
2021年9月6日に女優業に力を入れるためアルシェへ移籍したことを発表し、10月8日にSODクリエイトを退社。
2024年6月22日、子宮内膜症を患ったためAV女優業の引退を明かした。ドクターストップのため引退作はない。表に立つ仕事は継続する。

## 人物
福島県出身。
趣味はAV鑑賞と演劇鑑賞。
簿記や珠算などビジネス関係を中心に様々な資格を取得している。
人狼、ボードゲーム、TRPG、マーダーミステリー等のトークゲームが好き。
ボールペンのカチカチ音や、ジッポーライターのカチンっていう音を耳元で鳴らされるとイク「音イキ」という特殊性癖をもっている。
AV界の中でもかなりの強烈ビンタを受ける作品が多々あり。ファンの中では
「ビンタの女神様」と呼ばれるほどである。
AVデビューするまでは処女だった。
元々AVを見るのは好きだがAV女優になりたいとは思わなかった。しかし、進路を決める時期になり表現者として今後生きてく上で今のままの自分で果たしていいのか、「今の自分を大きく替えたい」と思った時に「身も心も全部脱いだら何かが変わる」「自分のいちばん怖い事をクリア出来たら何か変わる」と思いAV女優という職が浮かんだという。その後色々な話を聞きたくて自らSODに連絡し訪問。対応したSOD役員にAV女優になることやAVに処女を捧げることを考え直すように言われるが、このことをきっかけにSODクリエイトに入社した。
SODクリエイト在籍中から舞台女優としても活動している。
セクシャルマイノリティ(パンセクシャル)であることを公言しており百合作家さん達との交友も多い。本人曰く「男性も勿論素敵だと思うことは沢山あるし男優さんは毎度魅力的に感じる。ただ、女の子が大好きすぎるだけ」だという。

## 作品

### アダルトビデオ
- 処女 浅井心晴 AV出演!! SOD史上1番ガッツに溢れた新入社員（9月26日、SODクリエイト）
- 1ヵ月前まで処女だったキツキツマ○コを"超激ピストン"でほぐして性器開発（11月21日、SODクリエイト）

- 処女デビューのウブな女子社員が、SEXで最高に気持ちよくなるために30日間オナニーしまくった記録映像(SEXも3回してるよ)（1月23日、SODクリエイト）
- 1週間全裸業務で羞恥心を克服!一回りも二回りも成長した浅井心晴の公開羞恥SEX（3月26日、SODクリエイト）
- AV界を代表するレジェンド4名が伝授! 相手を絶対に気持ち良くさせるSEX学（5月21日、SODクリエイト）
- ぷりっぷりのお尻 ピタパンSEX 即ハメ4本番（10月8日、SODクリエイト）[11]

- 気持ち悪くて性格最悪な義父とはじめての家族旅行に… 母が近くにいて、滅茶苦茶キライな男に犯されているハズなのに何度も絶頂してしまった私…（2月11日、SODクリエイト）
- 店長の娘を籠城輪姦 コンビニバイトをクビになった中年無職が恨み募らせ仕返し強襲 父親の目の前で追撃レ×プ!（4月22日、SODクリエイト）
- 上司との不倫を断り切れない女子社員の淫靡な躰（7月8日、ヒビノ）
- 田舎J○修学旅行生ストーキングレイプ 妊娠に怯え、泣きながら懇願するのを無視してナマズボ!次の獲物を電話で呼ばせ、到着するまで密室で未発達な敏感膣に何度も何度も中出し合計12発!（7月8日、サディスティックヴィレッジ）

- 生徒会長レズビアン雌奴隷 〜悪魔のような美少女の微笑みマゾ調教〜（1月11日、ビビアン）
- 変態鬼畜家族 「私、お母さんと違うから」（1月18日、ドグマ）
- 完全撮り下ろし 乳もみナンパ! おっぱいパワーで日本を元気にしよう!! 恥じらう赤面素人娘100人の色・形・大きさの違う生おっぱいを揉んで!触って!鷲掴み! 街行く女の子たちに交渉→即揉み! vol.09 「今ここで!?さっき出会ったばかりなのに恥ずかしい…(照)」 5時間スペシャル!（2月1日、ディープス）
- 新・絶対的美少女、お貸しします。 ACT.111（2月18日、プレステージ）
- 特別撮り下ろし 乳もみナンパ! 街行く女の子たちに交渉→即揉み→→ついにSEXまで!! 恥じらう赤面素人娘の生おっぱいを揉んで口説いて路上ハメ! 『おっぱいパワーで日本を元気にしよう!! vol.09』の100人から揉まれて感じちゃって本番OKしてくれた巨乳女子6人のその後の秘蔵SEX映像を大公開スペシャル!（3月1日、ディープス）※「りな」名義
- 淫語をしゃべる短髪オナホ天使ちゃん 排卵日中出し洗脳教育。（3月1日、こぐま）
- 夫婦で挑戦!大槻ひびきの凄テクで夫が2回イカされたら妻が寝取られナマ中出しSEX!（3月15日、はじめ企画）
- SMドキュメント 君がマゾになったあの日（4月5日、アタッカーズ）
- 愛した人は鬼でした…（4月5日、アタッカーズ）
- SOD入社2年目(当時)浅井心晴 日頃の感謝を込めて、カメラ片手にユーザー様のお宅へ中出しOK訪問! 〜中出し解禁前にお客様に中出しをOKしてしまっていた、浅井心晴初中出しとなるお蔵入り映像〜（4月7日、SODクリエイト）
- 素人妻ナンパ企画! 超早漏に悩む童貞くんの暴発改善のお手伝いしてくれませんか? 母性愛溢れるママさんが童貞くんに濡れキュンしちゃって手コキフェラ発射&生中出し!（5月15日、ロータス）
- アへ顔Wピースフェラ（5月24日、SEX Agent）
- ガチぶっつけ本番! レズ友撮ドキュメントSP!! 誰が来るのか知らない状況で1対1でAV撮影してもらいました!!!（6月23日、SODクリエイト）
- おうぼガール#021 こはるちゃん #問答無用中出し#自分にはAVしかない!#AVで処女喪失#プライベート処女#ナチュラルどM#元S●D社員（7月15日、プレステージ）※「こはる」名義
- 「親の前ではいい子にしてるくせに…」 僕のことを馬鹿にしてくる上から目線の生意気なミッションスクールに通う制服女子を催眠・洗脳して奴隷化!（11月23日、SODクリエイト）
- 男子の格好がバレて輪○されて… 浅井心晴（12月22日、SODクリエイト）
- 今日からお姉ちゃんは、2人の弟の彼女です。 母親の再婚相手の連れ子と過ごす近親性活（12月22日、SODクリエイト）

### アダルトVR
2021年
- 兄の幼な妻に射精管理されてます…。 2人きりになると小悪魔Sっ娘に豹変!? 耳元の甘〜い囁きで全身ビンカンにされてからの 全身ベロ舐め手コキで毎日が生涯最高の射精（2月1日、SODクリエイト）
- 【追跡視点】アキバでみつけたコスプレイヤー 誘拐・強姦VR 露出度高いキャラクターコス。リアルでその恰好はレ○プOKでしょ…（3月1日　SODクリエイト）

2022年
- 男子大学生のたまり場に転がり込んだ身寄りのない家出少女 浅井心晴（6月24日、CASANOVA）
- 声優を目指すクラスメイトにエロアニメの仕事が届いたそうで… 実際に僕のチ○ポを使ってセックスの吹き替えシーンの練習をしました 浅井心晴（6月27日、SODクリエイト）

### ネット配信
2021年
- こはる（11月11日、「イマジン」）
- 【初撮り】【初心な美白肌】【好奇心旺盛早熟ムスメ】経験人数1人だけの初心なメガネ少女が登場。夢を追いかける役者の卵が、カメラの前で本能のままに痴態を晒して.. ネットでAV応募→AV体験撮影 1693（11月29日、シロウトTV）

2022年
- マジ軟派、初撮。 1749 立川で出会ったショートヘアーのお姉さんをナンパしてホテルへ!吸い付くような色白美肌ボディを撫で回し…平日の昼下がり、初対面の男女がベッドの上でまさぐり合う…（1月25日、ナンパTV）
- ハル（2月20日、素人ムクムク）
- おうぼガール特別編【メガネ美少女!】【処女デビュー】【泣きながらイく】処女をAVに捧げた美少女降臨! AVで開発されて痛みも苦しみも快楽に変換できるようになった彼女はもはや敵なし! イキ通し!! おうぼガール＃022 こはる 年齢不詳 AV女優（3月8日、HHH）
- 美巨乳清楚妻こはるさん 25歳・1人子持ち・童貞筆おろしお口で暴発・素股体験・生膣中出し（5月16日、E★人妻DX）※DVD『素人妻ナンパ企画! 超早漏に悩む〜』の浅井心晴出演部分

## 書籍・出版

### デジタル写真集
- 激写美女 浅井心晴（2022年9月23日、プレステージ出版）

### 雑誌
- 月刊ソフト・オン・デマンド 10月号 VOL.1（ソフト・オン・デマンド） - インタビュー
- 月刊FANZA 2019年12月号（ジーオーティー） - インタビュー「HATSUMONO!」
- 週刊プレイボーイ 2020年2月24日号 No.8（集英社） - 「「ボーイッシュAV女優」バズってます!!」
- 月刊ソフト・オン・デマンド 7月号 VOL.10（ソフト・オン・デマンド）
- 月刊ソフト・オン・デマンド 11月号増刊 SOD女子社員 Vol.2（ソフト・オン・デマンド）
- 週刊プレイボーイ 2020年12月21日号 No.51（集英社） - インタビュー「識者が激薦!! 2020年一番ヌイたAVはこれだっ!!」
- 月刊ソフト・オン・デマンド 2月号増刊 月刊SOD PREMIUN 2020 グラビアスペシャル（ソフト・オン・デマンド） - グラビア
- 月刊ソフト・オン・デマンド 7月号増刊 SOD女子社員 Vol.3（ソフト・オン・デマンド） - インタビュー

## 出演

### ラジオ
- 紗倉まなのマジックミラーナイト（2019年7月20日、文化放送）[12]
- とにかく明るい安村のとにかく丸裸!（2019年11月30日,12月7日、文化放送）

### Web
- カンニング竹山の土曜The NIGHT（2019年8月24日、AbemaTV）[13]
- スピードワゴンの月曜The NIGHT（2020年10月20日[14]、ABEMA）

### テレビ
- 綾瀬麻衣子のYouTubeのお仕事ですよ（2020年9月16日、エンタ!959）[15]
- 阿部乃ちゃんねる（2020年9月11日 - 12日,10月18日、エンタ!959）
- 魚拓と成瀬のツキとスッポンぽん #384,#385（2022年1月9日,16日、パチ・スロ サイトセブンTV）[16][17]

### 舞台
- 女子社員演劇倶楽部 〜来るなサンSyain〜（2019年8月20日 - 25日、三栄町LIVE STAGE）※24日にゲスト出演
- 劇団空白ゲノム ロングラン公演「染色体パレード」（2020年7月28日 - 8月22日、下北沢Geki地下Liberty）
- 堕天使は薄い本を閉じて 〜乗り越えろ、神奈川ぬ恋心編〜（2020年10月7日 - 20日、三栄町LIVE STAGE）
- 劇団あしからず。 第三回本公演「かならず生きていけるわ」（2021年4月7日 - 4月20日、三栄町LIVE STAGE）
- 劇団水透花 第2章公演「おとのよる」（2021年9月17日 - 9月23日、シアター風姿花伝）
- EROFISH〜third〜（2022年3月18日、πTokyo）※森沢かなの代役出演
- ぐりむの法則 episode1/episode2 ショボとノンキ（2022年6月15日 - 6月19日、赤坂RED/THEATER）※episode1に出演
- 即興抒情曲・人狼の詩(2022年10月15日 - 16日、冒険者ギルド酒場)
- Charm「STRAY」「焦慮の花」（2022年10月19日 - 27日、東京・πTOKYO）
- E-Stage Topia「将棋図巧・煙詰-そして誰もいなくなった-」(2023年4月7日 - 16日、上野ストアハウス)
- 舞台ギフテッド(2023年6月13日 - 18日、πTOKYO)
- マーダーミステリー舞台「遠き明日への子守唄」(2024年5月3日 - 12日、東京・麻布バルーン)